# El Moner (Tavertet)
El Moner és una masia de Tavertet (Osona) inclosa a l'Inventari del Patrimoni Arquitectònic de Catalunya.

## Descripció
Masia de planta rectangular coberta a dues vessants amb el carener perpendicular a la façana la qual es troba orientada a migdia. Consta de planta baixa i primer pis. A la part esquerra sobresurt un cos cobert a una vessant. El portal és rectangular, i, a llevant, a nivell del primer pis hi ha un cos de galeries avui tancades amb vidrieres. A tramuntana s'hi adossa una construcció coberta a dos nivells i destinada al bestiar. A llevant, a tocar els porxos un portal amb llinda de roure amb un sobrearc al damunt. A ponent una part del mur és construïda en tàpia, la resta és de pedra unida amb morter i grossos carreus carrejats a les obertures. Al davant de la casa hi ha una bassa de pedra viva.
La cabana del Moner és de planta basilical amb la façana orientada a tramuntana, mirant vers el mas i amb una lliça al davant que encara conserva els vells cairons. Al cos central s'hi obra un gros portal de fusta amb una obertura al damunt. Al cos lateral dret s'hi obre una porta rectangular amb la llinda datada, la qual sembla procedir d'algun altre indret, donat que té les característiques dels portals dels masos i no de les cabanes. És construïda en pedra basta unida amb morter de calç, pedra polida als escaires i obertures.

## Història
És una construcció força rònega de la qual no tenim cap informació bibliogràfica ni constructiva que ens permeti documentar la seva història. Aquest mas però, segurament que pertanyia a l'antiga parròquia de Sant Bartomeu de Sesgorgues, i qui sap si fou una masoveria del proper mas l'Arau.